# Pimpinella gouani
Pimpinella gouani är en flockblommig växtart som beskrevs av George Bentham och Joseph Dalton Hooker. Pimpinella gouani ingår i släktet bockrötter, och familjen flockblommiga växter. Inga underarter finns listade i Catalogue of Life.